# Viticulture en Uruguay

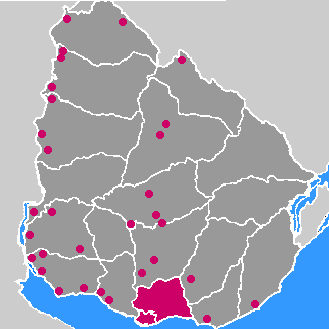
Régions viticoles de l'Uruguay

La viticulture en Uruguay date du premier peuplement espagnol. Les cépages cultivés reflètent l'origine géographique de leurs diffuseurs.
La vigne couvre 10 000 hectares et produit environ un million d'hectolitres ; elle est cultivée par 270 Bodegas (domaines). 

## Histoire
La vigne, implantée par les colons venus d'Espagne au XVIIe siècle, est longtemps restée limitée au moscatel. Dans la seconde partie du XIXe siècle un basque du nom de Pascual Harriague introduit le tannat, originaire de Madiran, à partir de 1860 dans la région de Salto.

## Géographie

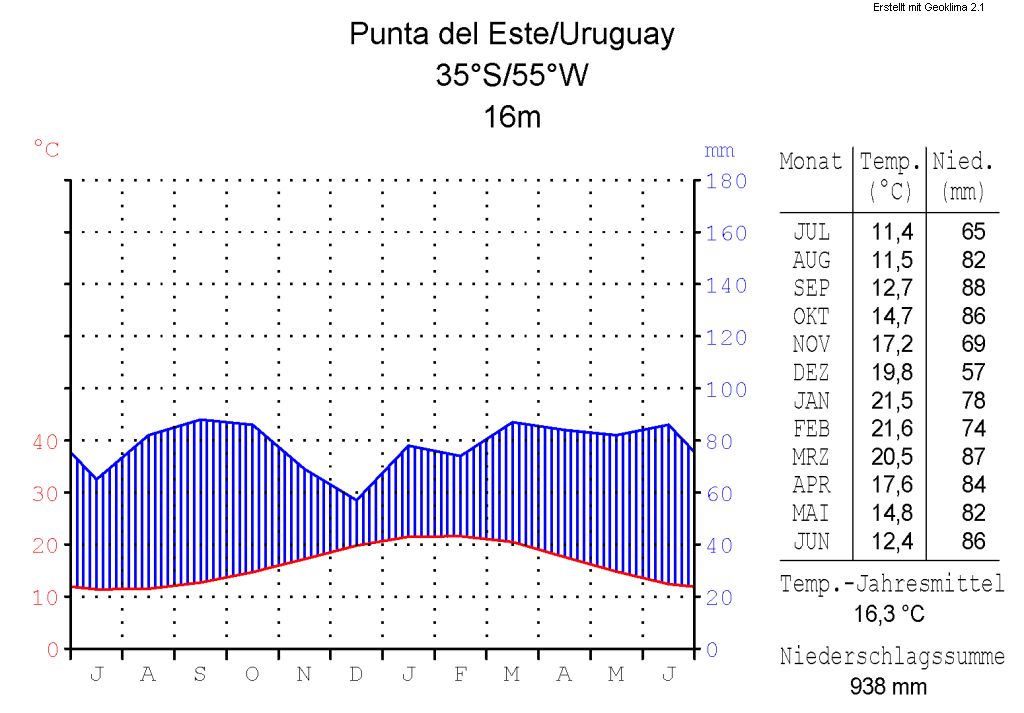
Climatogramme de Montevideo

Les vignobles de l'Uruguay sont situés aux mêmes latitudes que ceux de ses voisins argentin et chilien. Le climat y est de type océanique. Le climat proche de celui de l'Europe permet de produire des vins qui plaisent à la clientèle européenne.
Sur le climatogramme, il apparaît que la température et la pluviométrie fluctuent peu au cours de l'année. La période estivale n'est pas marquée par une sécheresse. Ce type de climat peut être rapproché de celui de Bordeaux.
Les vignobles sont essentiellement implantés au nord et nord-ouest de Montevideo où le Rio de la Plata apporte une chaleur modérée.

## Vignoble

### Encépagement

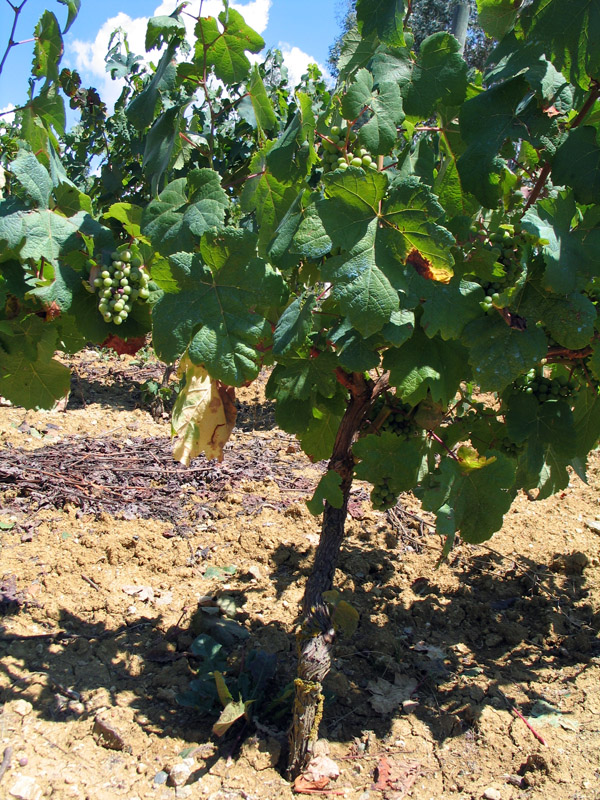
Tannat, cépage roi.

Le tannat, bien acclimaté aux conditions locales est devenu le cépage emblématique de ce pays, au même titre que le malbec en Argentine et la carménère au Chili. Il produit des vins puissants aux tanins qui demandent à s'affiner quelques années.
On trouve également du cabernet sauvignon, du merlot, de la syrah et du sangiovese pour les vins rouges.
Les viognier, sauvignon, sémillon et chardonnay, entre autres, sont utilisés pour les vins blancs.

### Terroirs
Le vignoble au nord de Montevideo (département de Canelones) repose sur un sol argileux et un climat tempéré. Il représente à lui seul 60 % de la production nationale.
Le vignoble du sud-ouest est implanté sur des sols de roche détritique (alluvions récentes) et bénéficie d'un climat local favorable créé par la confluence entre les fleuves Uruguay et Paraná. Ce terroir accélère la maturation du raisin et permet de récolter une vendange riche en alcool : Rio Negro, Paysandú, Colonia. 
Le vignoble du centre du pays pousse sur un sol sableux : Durazno. Le climat local très contrasté entre températures diurnes et nocturnes donne des vins puissants.
Au nord-ouest du pays, l'éloignement de la mer crée un climat contrasté avec de fortes amplitudes thermiques quotidiennes. Le sol est argileux : Tacuarembó, Rivera, Salto.

## Les vins

### Règlementation
Les règles d'étiquetage imposent la mention du type de vin, (vin blanc, vin rouge...) le nom et l'adresse du producteur, le titre alcoométrique du vin, le volume de conditionnement, le niveau de qualité et l'origine du vin. Le millésime et le nom du cépage ne sont pas obligatoire. Cependant, si le cépage est mentionné il doit représenter au moins 85 % d'un éventuel assemblage.

### Consommation

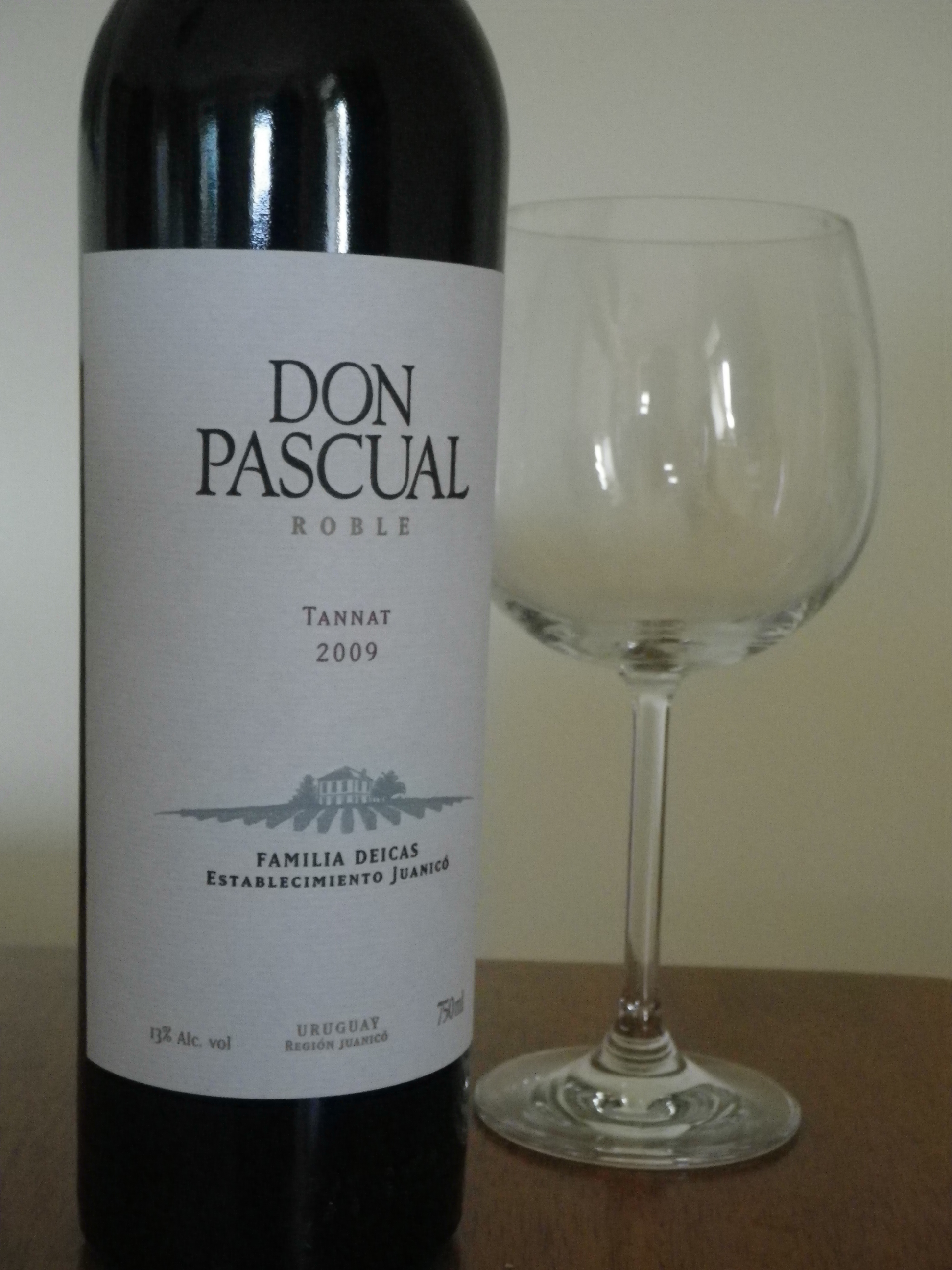
Juanicó Don Pascual, tannat, 2009
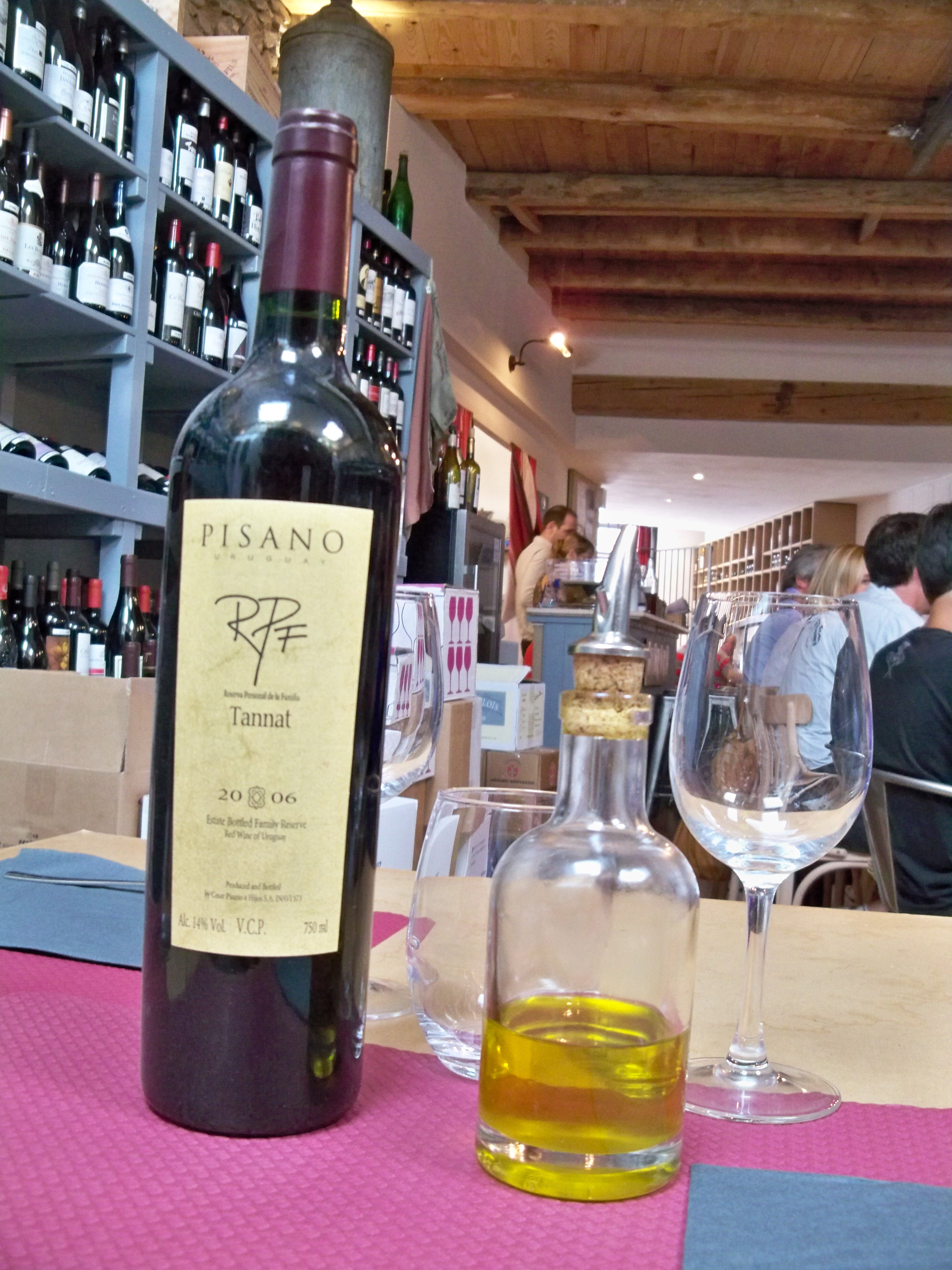
Pisano, tannat, 2006
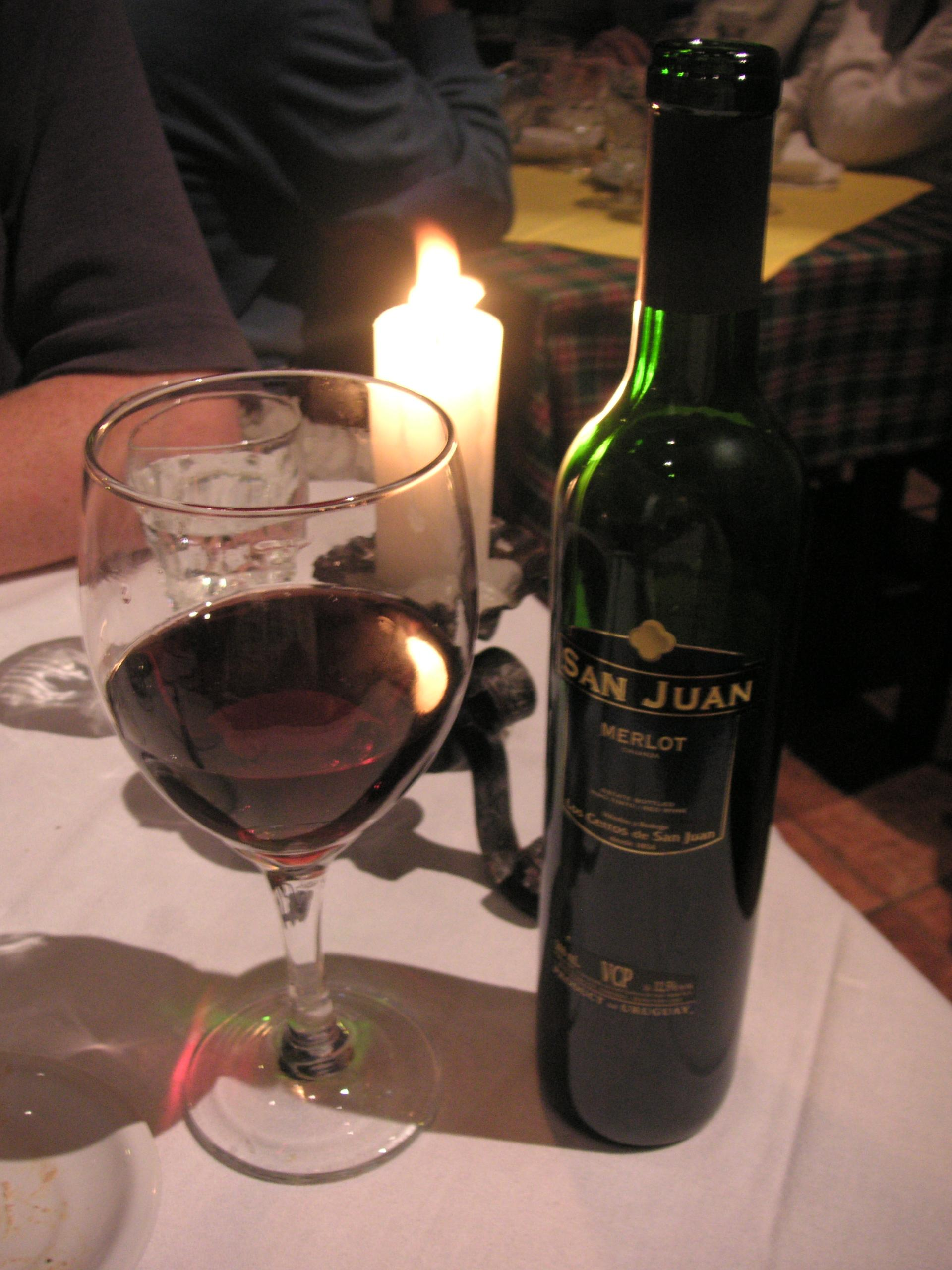
Vin uruguayen à base de merlot

## Œnotourisme
Le vin participe aux produits touristiques. Les producteurs uruguayens ont créé une route des vins pour guider les visiteurs de bodega en bodega dans le vignoble. (une bodega est un domaine viticole ou une cave)